# Czornokozynci
Czornokozynci (ukr. Чорнокозинці, pol. hist. Czarnokozińce) – wieś na Ukrainie, w obwodzie chmielnickim, w rejonie kamienieckim, nad Zbruczem.

## Zabytki
- ruiny zamku[1] biskupów kamienieckich.
- pałac w Czarnokozińcach, piętrowy, kryty wysokim dachem czterospadowym, wybudowany w stylu klasycystycznym w parku rozpoczynającym się przy zamku, od frontu kolumnada złożona z ośmiu kolumn; rezydencja biskupów kamienieckich; park został wycięty a pałac zburzony[2].

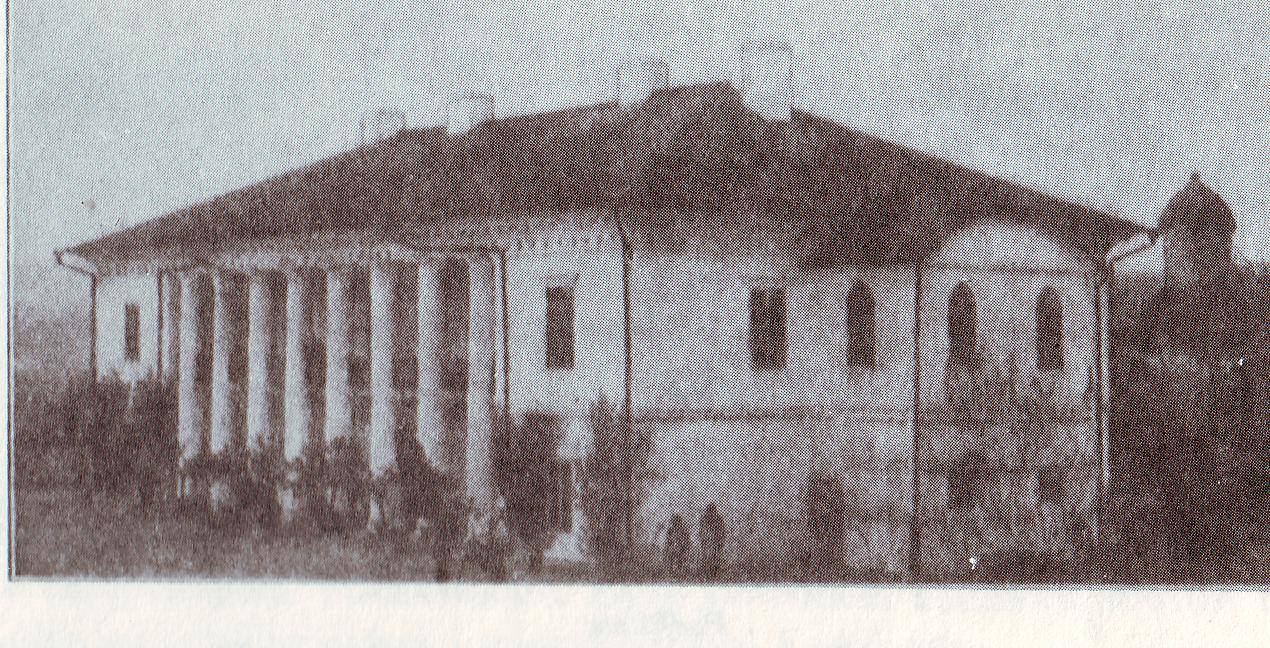
Pałac
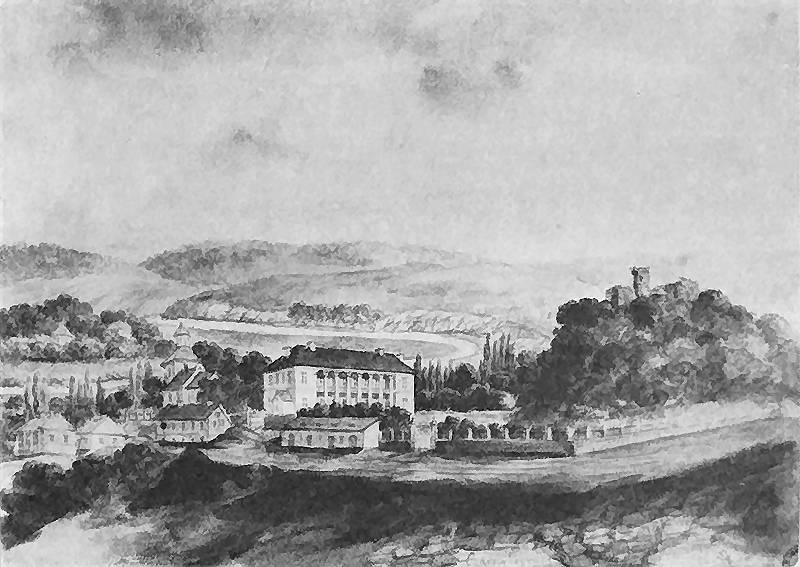
Czarnokozińce z pałacem
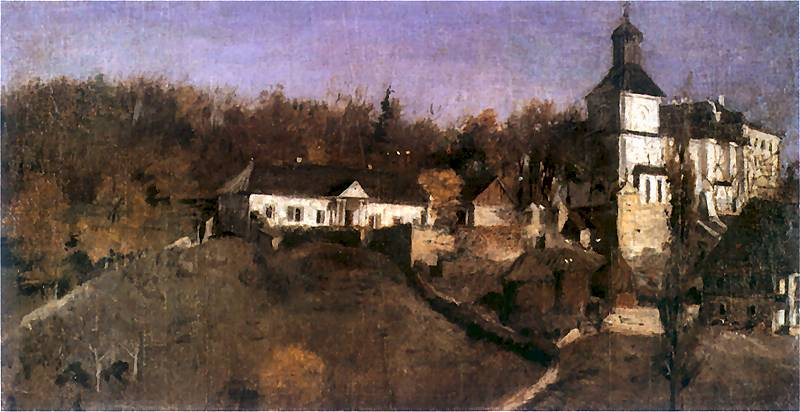
Czarnokozińce wg A. Chmielowskiego
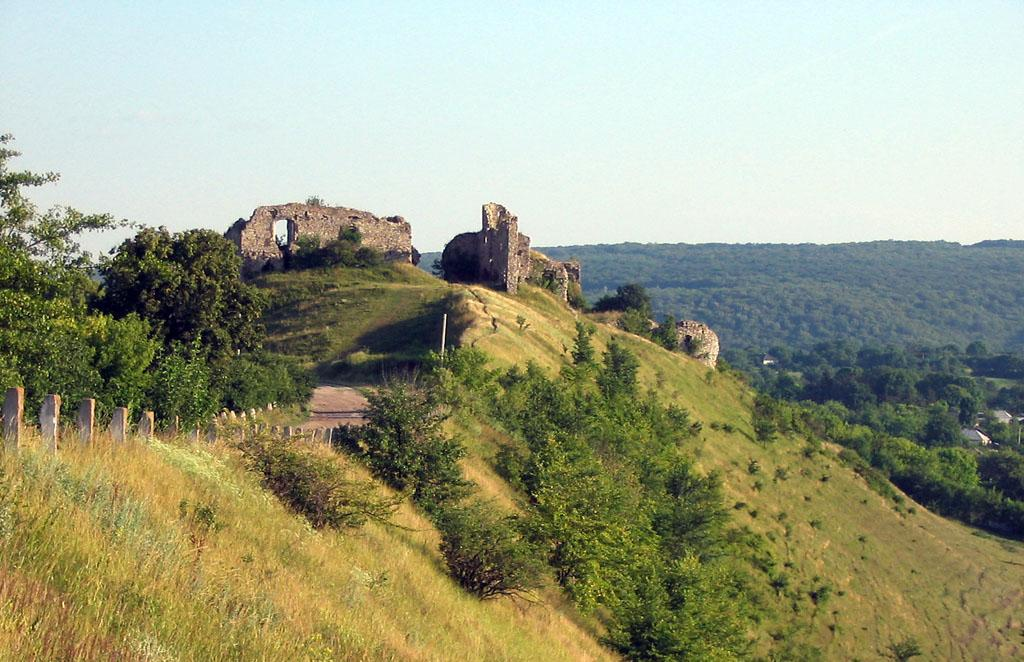
Pozostałości zamku

## Literatura
- Antoni Józef Rolle: Zameczki podolskie na kresach multańskich. T. III. Warszawa, 1880, s. 91.